# Gerald Kruhöffer
Gerald Kruhöffer (* 10. März 1938; † 11. Oktober 2015) war ein deutscher Religionspädagoge.
Nach seinem Theologiestudium war Kruhöffer zunächst Gemeindepastor in Göttingen und Celle. Seit 1982 wirkte er als Dozent am Religionspädagogischen Institut der Evangelisch-lutherischen Landeskirche Hannovers in Loccum. Seit 1993 war er zugleich dessen stellvertretender Leiter. Kruhöffer wurde auf dem Friedhof in Loccum beerdigt.

## Veröffentlichungen
- Glaube und Verantwortung. Theologische Grundfragen heute. Münster 2003.
- Grundlinien des Glaubens. Ein biblisch-theologischer Leitfaden. Göttingen 1999.
- Der Mensch – das Bild Gottes. Göttingen 1999.
- Der geschichtliche Christus. Die Offenbarung Gottes in ihrer Beziehung auf der Wirklichkeit des Menschen nach der Theologie Wilhelm Herrmanns. Diss. Göttingen 1969.